# 雷尼 (烏克蘭)
雷尼（發音：[reˈn⁽ʲ⁾i]），又按俄语名译为列尼，是乌克兰西南部敖德萨州伊茲梅爾區雷尼市鎮内的城市及该市镇的行政中心，2020年7月18日前为雷尼區的行政中心。該市位於多瑙河左岸，距離州府敖德薩58公里，面積15.24平方公里，海拔高度24米，2022年人口数量为17,736人。

## 歷史
在基辅罗斯时代，此地有河港。首次在文献中提及该市则是1548年，当时处于摩尔多瓦公国统治下。由于位于多瑙河畔，该市很快成为手工艺和贸易的中心，商品包括香料、奢侈品、清漆、胶水、布、丝绸和其他商品，服务商船和河码头的工人人数也增加，此外还有工匠和少量农民。
1574年哥萨克人曾在雷尼附近打败了土耳其奥斯曼帝国，但在1621年，奥斯曼帝国重新占领了该市，一度更名为“托马罗沃”。在奥斯曼帝国统治下，该市作为贸易中心走向衰落。18世纪下半叶的两次俄土战争期间，俄军曾两次攻占该市。1806年（第七次俄土战争期间），该市被俄罗斯占领，并在随后的《布加勒斯特条约》中，并入俄罗斯帝国版图。
随后斯拉夫人逐渐移民至该市。该地还收留了不愿在奥斯曼帝国统治下的比萨拉比亚人和保加利亚人。该市人口的迅速增长也带来了问题：移居于此的人多为流民甚至逃犯；绝大多数居民很贫困；部分年份瘟疫横行，死亡率高于出生率；民族混杂（有俄罗斯人、乌克兰人、犹太人、摩尔多瓦人、保加利亚人和希腊人）。1821年获得城市地位后，资本主义生产关系在该市逐渐建立起来。
1863年波兰起义期间，该市的波兰人团体也组织起部队，并越过罗马尼亚返回波兰。1877年经过该市的铁路开通。
20世纪初，海轮逐渐开始驶入雷尼港，该市成为连通黑海和多瑙河的港口。同时，社会民主党人和布尔什维克也在该市建立了地下组织。
俄國二月革命爆发后，该市仍由孟什维克把控。1918年，整个比萨拉比亚地区被罗马尼亚占领。

### 罗马尼亚统治
1919年，整个比萨拉比亚地区陷入饥荒、流行病和失业中，1925年又发生旱灾，在罗马尼亚统治的时期，该市的经济和航运较为萧条。与此同时，地下工人运动在该市此起彼伏。

### 苏联统治
1940年，罗马尼亚向苏联移交比萨拉比亚。苏联将该市并入乌克兰苏维埃社会主义共和国，并实施了公有化。
1941年苏德战争爆发后，苏联多瑙河舰队雷尼分队曾和罗马尼亚炮兵交战。1941年7月19日，该市被德国和罗马尼亚联军攻占。1944年8月26日被苏军解放，战争给该市带来的经济损失约2亿卢布，该市市民有553人获得苏联颁发的勋章。随后该市重建了交通设施、企业、学校和住宅等。此外还新建了两座油厂、一座瓷砖厂和一座柴油发电厂。
20世纪60年代，雷尼港得到了升级，更新了大量机械化设备，建立了新的客运码头和深水码头，成为苏联重要的港口，并作为1966年建城150周年献礼；当年世界11个国家的货船驶入雷尼港，表示祝贺。

### 乌克兰统治
1994年3月，在第二届泛欧会议上，欧洲各国达成协议，将建设9条跨欧洲大陆，连接西欧和中、东欧的交通走廊。其中7号走廊为多瑙河水陆交通线，经过伊兹梅尔和雷尼港。1998年3月，乌克兰政府通过了有关该项目的建设国际交通走廊与国内交通网的计划。

#### 俄烏戰爭
於俄乌战争期間，由於俄軍從2022年2月到8月封鎖敖德薩，該地區的貿易被暫停。
自從烏軍於7月初於蛇島戰勝，在黑海的俄軍船隻威力大減，該州的貿易隨即興起，讓各大港口，包括敖德薩、伊茲梅爾和该市等，能再次搬運出口貨物，特別是大麥。

## 教育
20世纪初的该市的教育并不发达，只有两座小学，1906年只有6名毕业生。1935年，该市的俄语学校被罗马尼亚关闭。1940年苏联统治后，试图恢复学校、扫除文盲，但被战火打断。战后苏联政府扫除了文盲，建成了6所全日制学校（其中3所是八年制中学）以及2所非全日制函授学校，到70年代时已有教师共230人。

## 图集

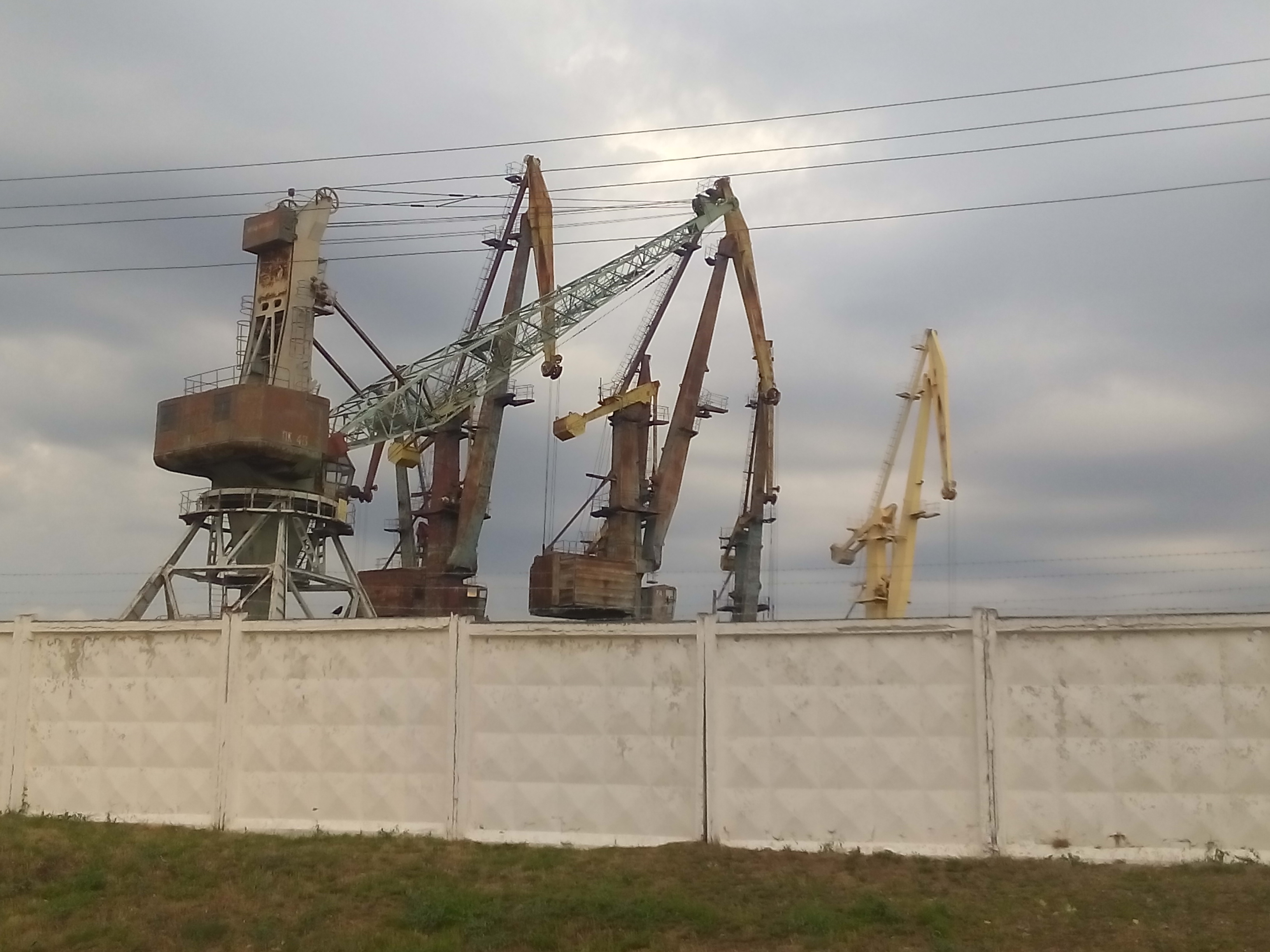
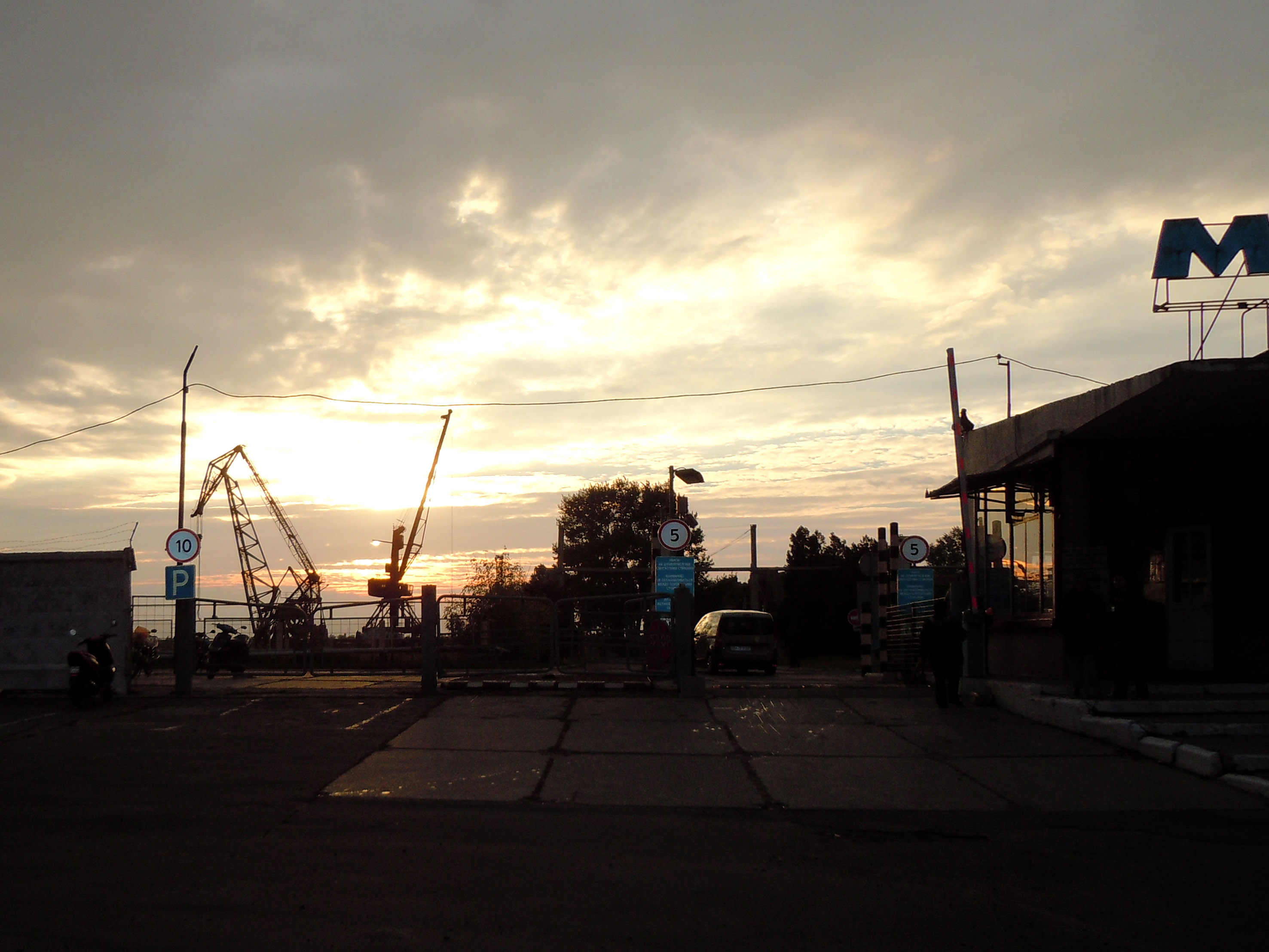
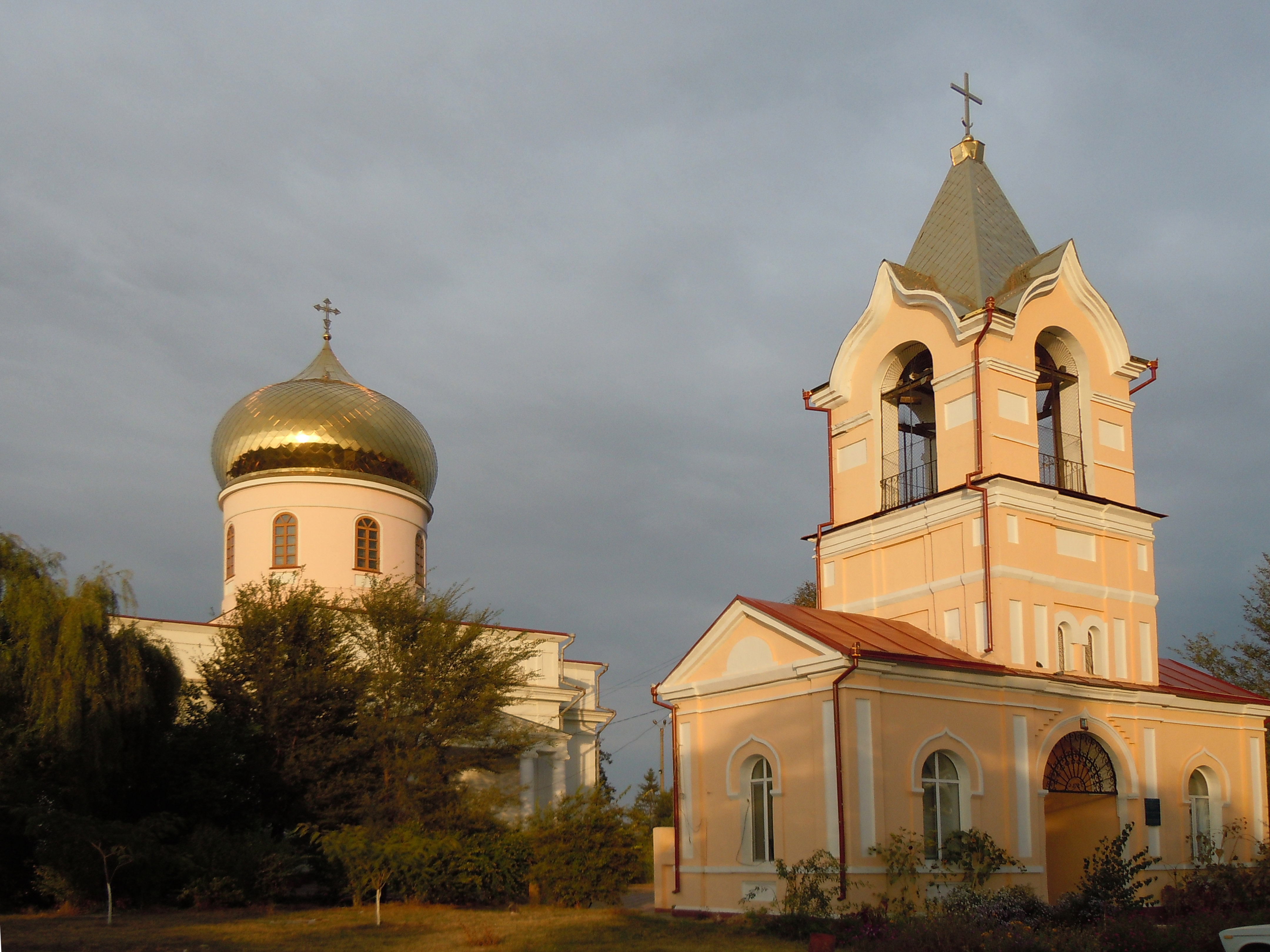
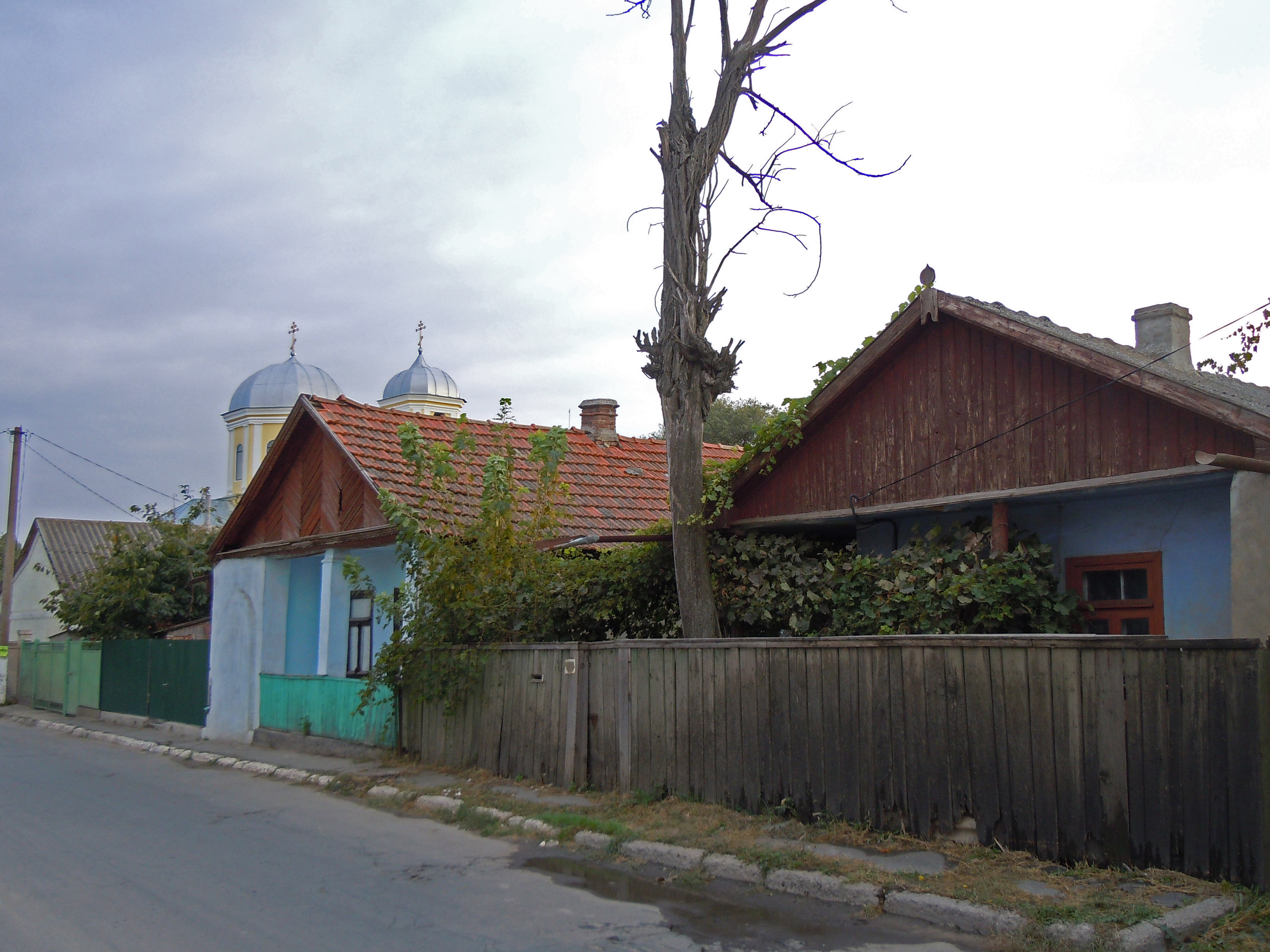
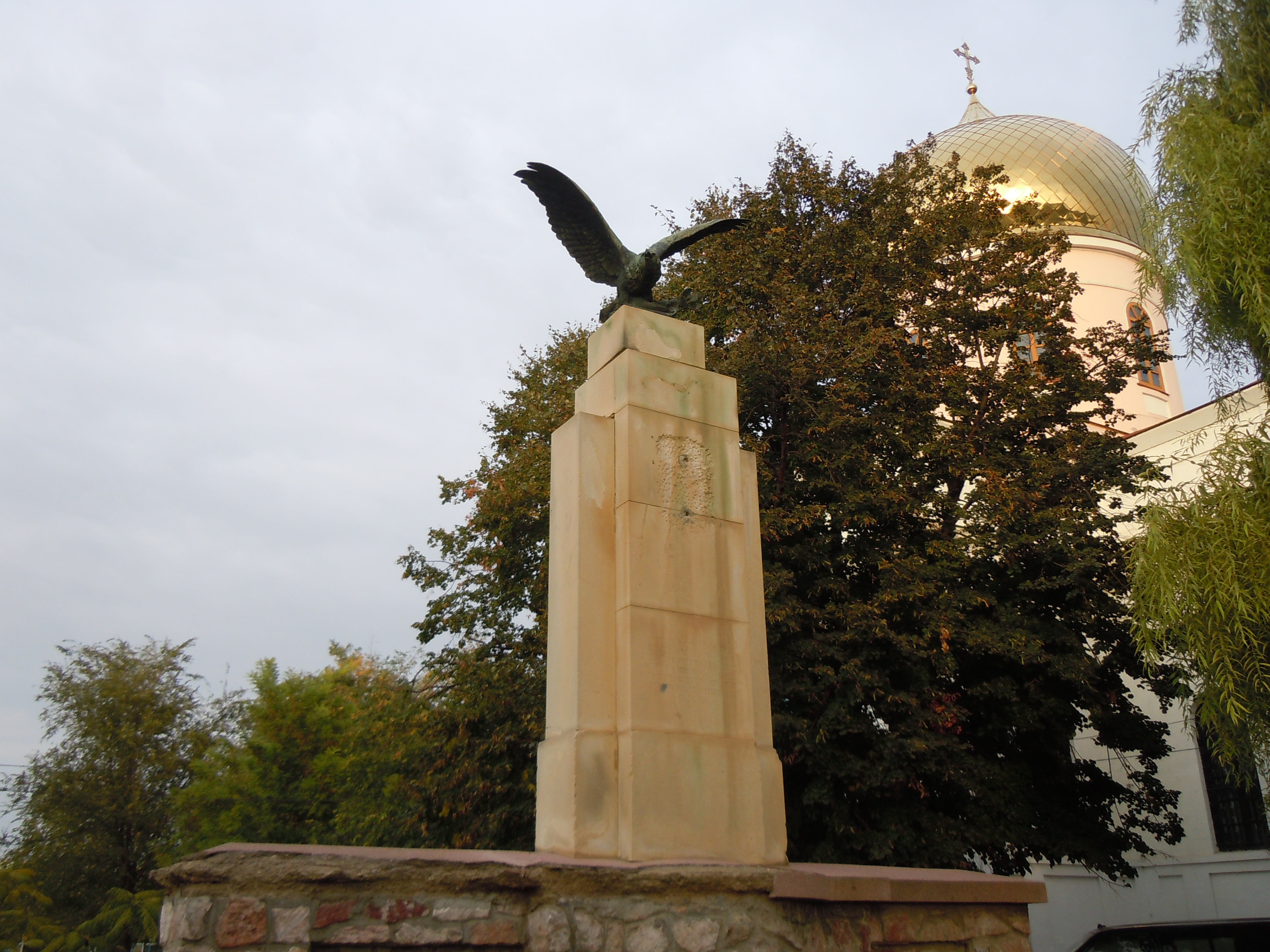